# Utopia (filme)
Utopia (em persa: آرمان شهر) é um filme de drama afegão de 2015 dirigido por Hassan Nazer e protagonizado por Hannah Spearritt. Ele foi selecionado para concorrer ao Oscar de melhor filme estrangeiro em 2016, mas, por ser em grande parte reproduzido em língua inglesa, foi desclassificado.

## Elenco
- Hannah Spearritt - Lucy
- Homayoun Ershadi - Najib
- Bhasker Patel - Espiritual
- Andrew Shaver - William
- Saahil Chadha - Rajnesh
- Arun Bali - Rajendra
- Alec Westwood - Médico
- Chris Robb - Amigo de William